# سونیک ریسینگ: کراس‌ورلدز
سونیک ریسینگ: کراس‌ورلدز (به انگلیسی: Sonic Racing: CrossWorlds) بازی مسابقه کارتینگ روبه‌انتشاری توسعه‌یافته توسط سونیک تیم می‌باشد که توسط سگا منتشر خواهد گردید. قرار است این بازی در سال ۲۰۲۵ برای نینتندو سوئیچ، پلی‌استیشن ۴، پلی‌استیشن ۵، ویندوز، ایکس‌باکس وان ایکس‌باکس سری اکس و سری اس منتشر شود.